# سيلفيو للي
سيلفيو للي (بالرومانية: Silviu Ilie)‏ (27 يونيو 1988 بغالاتس في رومانيا - ) هو لاعب كرة قدم روماني في مركز الوسط. شارك مع منتخب رومانيا تحت 21 سنة لكرة القدم ومنتخب رومانيا لكرة القدم. أما مع النوادي، فقد لعب مع نادي أوتسيلول غالاتسي ونادي تارغو موريش وFCM Dunărea Galați ‏ ونادي فارول كونستانتسا.

## وصلات خارجية
- سيلفيو للي على موقع الاتحاد الأوربي (الإنجليزية)
- سيلفيو للي على موقع قاعدة بيانات كرة القدم.إي يو (الإنجليزية)
- سيلفيو للي على موقع ناشيونال فوتبول تيمز (الإنجليزية)
- سيلفيو للي على موقع Soccerway.com (الإنجليزية)
- سيلفيو للي على موقع عالم كرة القدم.نت (الإنجليزية)